# Eupeodes meadii
Eupeodes meadii là một loài ruồi trong họ Ruồi giả ong (Syrphidae). Loài này được Jones mô tả khoa học đầu tiên năm 1917. Eupeodes meadii phân bố ở miền Tân bắc